# Shanda Sharer
Shanda Sharer, född 6 juni 1979 i Pineville, Kentucky, USA, död 11 januari 1992 i Madison, Indiana, var en 12-årig amerikansk flicka som blev nedslagen och sedan bränd till döds av fyra tonåriga flickor. Mordet väckte stor uppmärksamhet för det grymma tillvägagångssättet.

## Uppväxt
Sharer föddes 1979 i Pineville, ett litet samhälle med bara några tusen invånare. När Shanda 1991 började högstadiet fann hon kärleken i en lesbisk relation med klasskamraten Amanda Heavrin. Vad Shanda inte visste var att Amanda samtidigt hade ett förhållande med den 16-åriga niondeklassaren Melinda Loveless. Loveless blev rasande då hon konfronterades med detta och sade att hon skulle hämnas.

## Mordet
Den 10 januari 1992 ringde Melinda Loveless (16 år) och bjöd med Shanda på en tjejkväll; med på planen var också Laurie Tackett (17 år), Hope Rippey (15 år) och Toni Lawrence (15 år). När väl Shanda satte sig i bilen attackerade Melinda henne med slag och sparkar så att Shanda nästan svimmade. Misshandeln fortsatte när flickorna hade åkt en bit och parkerat bilen vid ett ensligt beläget skogsparti. Melinda satte i raseri eld på Shanda genom att först dränka henne i bensin och sedan tända på medan de andra flickorna bara skrattade. Shanda dog av sina brännskador och av smärtan. Flickorna gömde hennes kropp i skogen och försvann från platsen; nästa dag gick de till skolan och låtsades som ingenting.

## Arrestering och rättegång
Shandas föräldrar blev mycket oroliga när hon inte kom hem igen och först nästa dag bad de polisen hjälpa dem. En skallgångskedja bildades och polisen tog även hundar till hjälp att finna Sharer. Först tre dagar senare fann de Shandas svårt brända kropp. Polisen fann snabbt att det var Melinda Loveless och de tre andra flickorna som hade förövat brottet trots att de aldrig erkände under de inledande förhören. Alla fyra greps för mordet, och i en rättegång dömdes de alla till fängelse. Melinda Loveless, född 1975, dömdes till 60 års fängelse. Hon blev villkorligt frigiven i september 2019. Även Laurie Tackett dömdes till 60 års fängelse och frigavs villkorligt i januari 2018. Hope Rippey dömdes till 50 års fängelse, men hon frigavs villkorligt redan 2006. Toni Lawrence dömdes till 20 års fängelse. Hon frigavs villkorligt 2000.

## Media
Under tiden mordet var under utredning skrev tidningar hundratals artiklar och TV rapporterade. Shandas fall har varit med i ett avsnitt av serien Forensic Detectives på Discovery Channel. 